# Castelo Pittulie
O Castelo Pittulie (em inglês:  Pittulie Castle) é um castelo do século XVII atualmente em ruínas localizado em Pitsligo, Aberdeenshire, Escócia.

## História
Construído provavelmente nos meados do século XVII (possivelmente antes de 1650), tendo como enquadramento uma pedra existente com a data '1651'. Originalmente pertenceu à família Fraser, sendo que em 1791 já era propriedade de Sir William Forbes, tendo sido adquirido por Forbes aquando do falecimento de Guilherme Cumine de Pittaly (Pittulie). Também pertencente a esta propriedade, existe as ruínas de  um pombal.
Encontra-se classificado na categoria "A" do "listed building" desde 16 de abril de 1971.